# بافيل ليسكا
بافيل ليسكا (بالألمانية: Pavel Liška ) (و. 1971 – م) هو ممثل من التشيك . ولد في ليبيريتس.

## روابط خارجية
- بافيل ليسكا على موقع IMDb (الإنجليزية)
- بافيل ليسكا على موقع ألو سيني (الفرنسية)
- بافيل ليسكا على موقع ميوزك برينز (الإنجليزية)
- بافيل ليسكا على موقع أول موفي (الإنجليزية)
- بافيل ليسكا على موقع قاعدة بيانات الأفلام السويدية (السويدية)
- بافيل ليسكا على موقع قاعدة بيانات الفيلم (الإنجليزية)
- بافيل ليسكا على موقع كينوبويسك (الروسية)